# 化工園駅
化工園駅（かこうえんえき）は、中華人民共和国江蘇省南京市六合区六合大道と方水路の交差点にある、南京地下鉄S8号線の駅である。

## 駅名
駅名については、事業着手当初は南京地下鉄集団は「長蘆南駅」の仮称を用いており、開業前に駅名が「化工園駅」に決定したことが発表された。

## 歴史
- 2014年8月1日S8号線の駅として開業。

## 駅構造

### のりば
| 番線 | 路線             | 方面                                          | 行先          |
| ---- | ---------------- | --------------------------------------------- | ------------- |
|      | 南京地下鉄S8号線 | 卸甲甸・高新開発区・長江大橋北・柳洲南路 方面 | 浦口公園 行き |
|      | 南京地下鉄S8号線 | 雄州・鳳凰山公園・金牛湖 方面                 | 天長 行き     |

### 改札・出入口
- 1号出入口：寧六路・方水路

## 駅周辺
- 永利広場
- 南京江北新材料科技園

## 隣の駅
南京地下鉄
■S8号線
長蘆駅- 化工園駅-六合開発区駅